# Stalin Valencia
Stalin Evander Valencia Cortéz (Esmeraldas, 10 ottobre 2003) è un calciatore ecuadoriano, difensore del Fortaleza C.E.I.F. in prestito dall'Once Caldas.

## Caratteristiche tecniche
È un difensore centrale.

## Carriera

### Club
È cresciuto nel settore giovanile dell'LDU Quito, dove ha debuttato il 21 dicembre 2020 nell'incontro di Serie A perso 2-1 contro il Téc. Universitario. Rimasto inutilizzato nelle stagioni successiva, nell'estate del 2022 è passato in prestito al Pumas UNAM che lo ha assegnato alla propria squadra filiale, il Pumas Tabasco, in Liga de Expansión MX.
Il 4 marzo 2024 è stato acquistato a titolo definitivo dai colombiani dell'Once Caldas. Nel gennaio del 2025 è stato prestato al Fortaleza C.E.I.F..

### Nazionale
Nel 2023 ha partecipato con l'Ecuador Under-20 al Mondiale Under-20 2023.

## Statistiche

### Presenze e reti nei club
Statistiche aggiornate al 17 marzo 2025.
| Stagione        | Squadra            | Campionato      | Campionato | Campionato | Coppe nazionali | Coppe nazionali | Coppe nazionali | Coppe continentali | Coppe continentali | Coppe continentali | Altre coppe | Altre coppe | Altre coppe | Totale | Totale | Totale |
| Stagione        | Squadra            | Comp            | Pres       | Reti       | Comp            | Pres            | Reti            | Comp               | Pres               | Reti               | Comp        | Pres        | Reti        | Pres   | Reti   |        |
| --------------- | ------------------ | --------------- | ---------- | ---------- | --------------- | --------------- | --------------- | ------------------ | ------------------ | ------------------ | ----------- | ----------- | ----------- | ------ | ------ | ------ |
| 2020            | LDU Quito          | A               | 1          | 0          | -               | -               | -               | -                  | -                  | -                  | -           | -           | -           | 1      | 0      |        |
| 2021            | LDU Quito          | A               | 0          | 0          | -               | -               | -               | CL+CS              | 0                  | 0                  | -           | -           | -           | 0      | 0      |        |
| 2022            | LDU Quito          | A               | 0          | 0          | -               | -               | -               | CS                 | 0                  | 0                  | -           | -           | -           | 0      | 0      |        |
| 2022-2023       | Pumas Tabasco      | EMX             | 15         | 0          | -               | -               | -               | -                  | -                  | -                  | -           | -           | -           | 15     | 0      |        |
| 2024            | Once Caldas        | A               | 17         | 0          | CC              | 1               | 0               | -                  | -                  | -                  | -           | -           | -           | 18     | 0      |        |
| 2025            | Fortaleza C.E.I.F. | A               | 7          | 0          | CC              | 0               | 0               | -                  | -                  | -                  | -           | -           | -           | 7      | 0      |        |
| Totale carriera | Totale carriera    | Totale carriera | 40         | 0          |                 | 1               | 0               |                    | 0                  | 0                  |             | -           | -           | 41     | 0      |        |